# Tämä Ikuinen Talvi
Tämä Ikuinen Talvi (Denne evige vinter) er den fjerde demo af folk metalbandet Moonsorrow der blev udgivet i 1999 gennem Meat Hook Productions. Den blev genudgivet i 2001 på CD af Sagitarius Productions med kvalitetsforbedret musik og vokal. Nogle numre blev sunget om med en anden sangtekst.

## Numre
1. "Taistelu Pohjolasta" (Kampen for Pohjola) – 12:12
2. "Vihreällä Valtaistuimella" (På den grønne trone) – 8:47
3. "Talvi" (Vinter) – 8:41
4. "Luopion Veri" (Frafaldet blod) – 9:22
5. "Kuun Suru" – 3:53 (Månesorg)

"Taistelu Pohjolasta" er komponeret i tre dele:
1. Osa I – Luo Veljien (Til brødre)
2. Osa II – Punaisen Lumen Valtakunta (Det røde snes rige)
3. Osa III – Jäisten Järvien Kimalteessa (I den frosne flods blændende lys)

## Musikere
- Henri Sorvali – Guitar, keyboard, trommeprogrammering, mundharpe, ren vokal
- Ville Sorvali – Bas, vokal